# Гренджмут
Ґре́нджмут (англ. Grangemouth) — місто в центрі Шотландії, в області Фолкерк.
Населення міста становить 17 020 осіб (2006).

## Назва

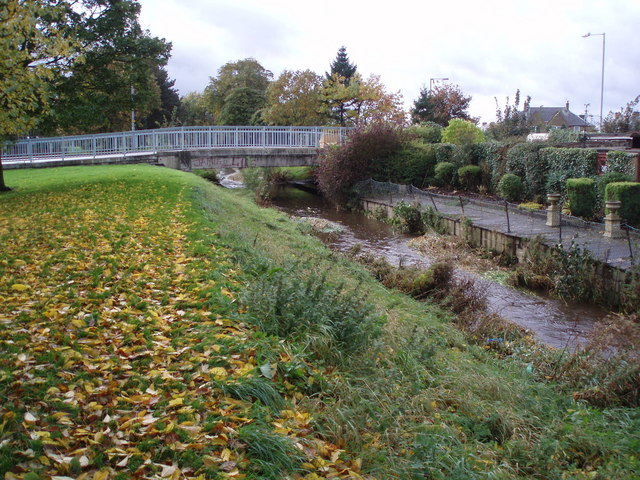
Річка Ґрендж, від якої походить назва міста.

Місто було засноване біля гирла маленької річки Ґрендж – місця її впадіння  у річку Форт.  Англомовна назва міста Grangemouth перекладається як “Гирло Ґренджу”.

## Населення
- 2001 – 17906 осіб,[1]

## Історія
В давнину на території міста проживало одно з племен піктів, що у римських текстах згадується як Maeatae. Неподалік звідси було встановлено Вал Антоніна, що був північним кордоном Римської Імперії. За середньовіччя територія належала частково феодалам, частково трьом абатствам –  Арбротському (англ. Arbroath Abbey),  Ньюбетлському (англ. Newbattle Abbey) і Голірудському (англ. Holyrood Abbey).
Ґренджмут було засновано у 1768 році шотландським промисловцем сером Лоренсом Дандасом (англ. Sir Lawrence Dundas, 1st Baronet) під час будівництва каналу Форт — Клайд.

## Економіка

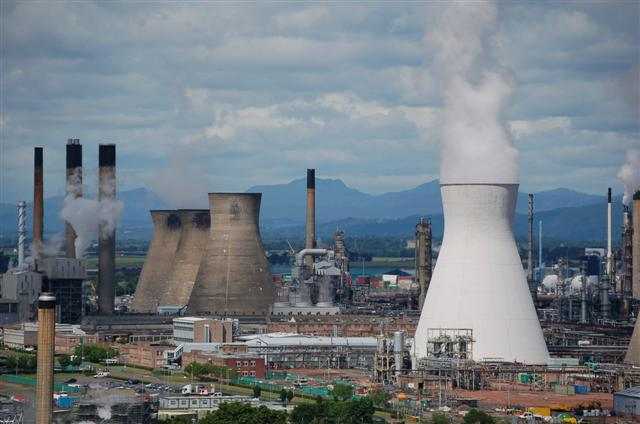
Гренджмутський нафтопереробний завод.

У Ґренджмуті розташований найбільший у Шотландії порт.  Він розташований у самому центрі одного з промислових районів країни. Щороку через порт проходить 9 млн т вантажів. Він дає до 30 % ВВП Шотландії. Це єдиний порт Великої Британії, у якому експорт товарів переважає над імпортом.
У місті розташований великий нафтопереробний завод, що єдиним нафтопереробним заводом у Шотландії й  є одним з семи нафтопереробних заводів Великої Британії.
Завод було засновано 1924 року як Scottish Oils. Його будівництво у Ґренджмуті було продиктоване розташованням тут великого порту.
До 2005 року в місті діяв миловаренний завод компанії Scottish Co-operative Wholesale Society. Завод було засновано 1897 року. Він був найбільшим заводом цієї галузі у Шотланді. З 2005 року будівлі заводу було зруйновано для будівництва заводу компанії Whyte and Mackay, що випускає горілчані напої.

## Зовнішні посилання
- Grangemouth  [Архівовано 3 травня 2015 у Wayback Machine.] на сайті Undiscovered Scotland. The Ultimate Online Guide to Scotland.  [Архівовано 11 серпня 2013 у Wayback Machine.]
- Parish of Grangemouth by Rev. Hugh R. Thom [Архівовано 28 листопада 2012 у Wayback Machine.]
- Historical perspective, drawn from the Ordnance Gazetteer of Scotland [Архівовано 2 травня 2014 у Wayback Machine.]
- "MAKING SOAP: SCWS Soap Manufacture"  - документальний фільм про виробництво мила на миловаренному заводі у Гренджмуті, 1928 рік. На сайті Skip navigation Scottish Screen Archive.  [Архівовано 26 липня 2013 у Wayback Machine.]
- "GRANGEMOUTH: A Growing Town"  - документальний фільм про Гренджмут, 1965 рік. На сайті Skip navigation Scottish Screen Archive.  [Архівовано 26 липня 2013 у Wayback Machine.]